# Poslední čínské varování
Poslední čínské varování (rusky Последнее китайское предупреждение, Posledněje kitajskoje preduprežděnije) je ruské přísloví, označující varování či výhrůžku, která však nemá žádné reálné následky.

## Původ
Během 50. a 60. let byly vztahy mezi Čínou a Spojenými státy značně napjaté, a to především kvůli situaci v Tchajwanském průlivu, kde často hlídkovaly americké vojenské letouny. Čínská strana proti tomuto jednání formálně protestovala, v rámci čehož mezi lety 1958 až 1964 vydala více než 900 „posledních varování“, která však nikdy neměla reálné následky.
K prvnímu takovémuto varování došlo již 7. září 1958 během druhé krize v Tchajwanské úžině. Přesný počet „posledních varování“ není možné přesně určit. Jelikož byla tato „poslední varování“ vždy medializována, uchytila se jako posměšné heslo v tehdejším Sovětském svazu.